# Bolesław Kłaczyński
Bolesław Kłaczyński (ur. 13 sierpnia 1895 w Budkach Nieznanowskich, zm. wiosną 1940 w Katyniu) – porucznik piechoty Wojska Polskiego, ofiara zbrodni katyńskiej.

## Życiorys
Urodził się w rodzinie Antoniego i Karoliny z Małkiewiczów. Absolwent seminarium nauczycielskiego we Lwowie i austriackiej szkoły oficerskiej (1914 r.). Od 1915 do 1918 walczył na froncie włoskim. Na stopień podporucznika został mianowany ze starszeństwem z dniem 1 stycznia 1918 w korpusie oficerów rezerwy piechoty. Jego oddziałem macierzystym był pułk piechoty nr 24.
W 1918 wstąpił do WP, do 1 pułku Strzelców Lwowskich. Walczył w obronie Lwowa. Następnie jako dowódca kompanii III batalionu 38 pułku piechoty walczył na wojnie z bolszewikami.
W okresie międzywojennym po przeniesieniu do rezerwy (1921) pracował jako nauczyciel szkoły powszechnej w Wymysłówce, pow. brzeżański.
W roku 1939 zmobilizowany do 51 pułku piechoty. Aresztowany przez sowietów w Kamionce Strumiłowej, osadzony w Kozielsku. Został zamordowany wiosną 1940 w lesie katyńskim. Figuruje na liście wywózkowej 036/3 z 16 kwietnia 1940, poz. 21.
Bolesław Kłaczyński był żonaty z Bronisławą z Borodziejów, z którą miał córkę Zdzisławę.

## Ordery i odznaczenia
- Krzyż Srebrny Orderu Virtuti Militari nr 8153[6]
- Krzyż Obrony Lwowa[7]
- Odznaka Honorowa „Orlęta"”
- Krzyż Wojskowy Karola[8]